# Mariano Saavedra
Mariano Saavedra (Buenos Aires, 17 de agosto de 1810 - 9 de febrero de 1883) fue un abogado y político argentino, dos veces gobernador de la provincia de Buenos Aires.

## Biografía
Nació en agosto de 1810 en Buenos Aires; más exactamente, en el Fuerte de Buenos Aires, residencia de los virreyes en que residía su padre, el presidente de la Primera Junta, general Cornelio Saavedra. Su madre era María Saturnina Bárbara de Otálora y Ribero, hija del coronel José Antonio Gregorio de Otálora, regidor del Cabildo de Buenos Aires y uno de los más ricos comerciantes del territorio. Fue bautizado por el padre Manuel Alberti, vocal de la misma Junta, y su padrino fue otro de los vocales, Juan Larrea. Vivió su infancia en casi permanente exilio, y de regreso estudió en el Colegio de Buenos Aires.
Por un tiempo fue comerciante y después fue estanciero en Zárate. Opositor a Juan Manuel de Rosas, fue perseguido por la Mazorca; salvó su vida por muy poco, y se exilió en Montevideo en 1840.
Regresó a Buenos Aires después de la batalla de Caseros; fue concejal municipal, convencional de la constitución provincial de 1854 y diputado y senador provincial. Era el presidente del senado provincial en la época de la batalla de Pavón; por eso, cuando Bartolomé Mitre fue elegido presidente, fue nombrado gobernador de la provincia. Fue reelecto para el mismo cargo en mayo de 1863.
Sus ministros fueron Mariano Acosta (después gobernador y vicepresidente) y Luis L. Domínguez. Durante su mandato se fundaron una docena de pueblos, la mayor parte de ellos solamente en el papel: General Lavalle, General Rodríguez, Chacabuco, Lincoln, Lobería, Nueve de Julio, Saladillo, Tapalqué, Tres Arroyos, y Castelli. Hizo formar un Registro Gráfico de las Propiedades Rurales de Buenos Aires, y fijó los límites de casi todos los 45 partidos de la provincia.
Fundó y organizó la colonia agrícola de Chivilcoy, la única que llegaría a tener importancia en la provincia, en contraste con las que se fundaron en Santa Fe y el sur de Córdoba, y fijó el procedimiento para acceder a títulos en los ejidos de los pueblos de la provincia. Contrató la construcción del Ferrocarril del Sur (estatal), llevó el Ferrocarril Oeste hasta Chivilcoy y el Ferrocarril Norte hasta Tigre.

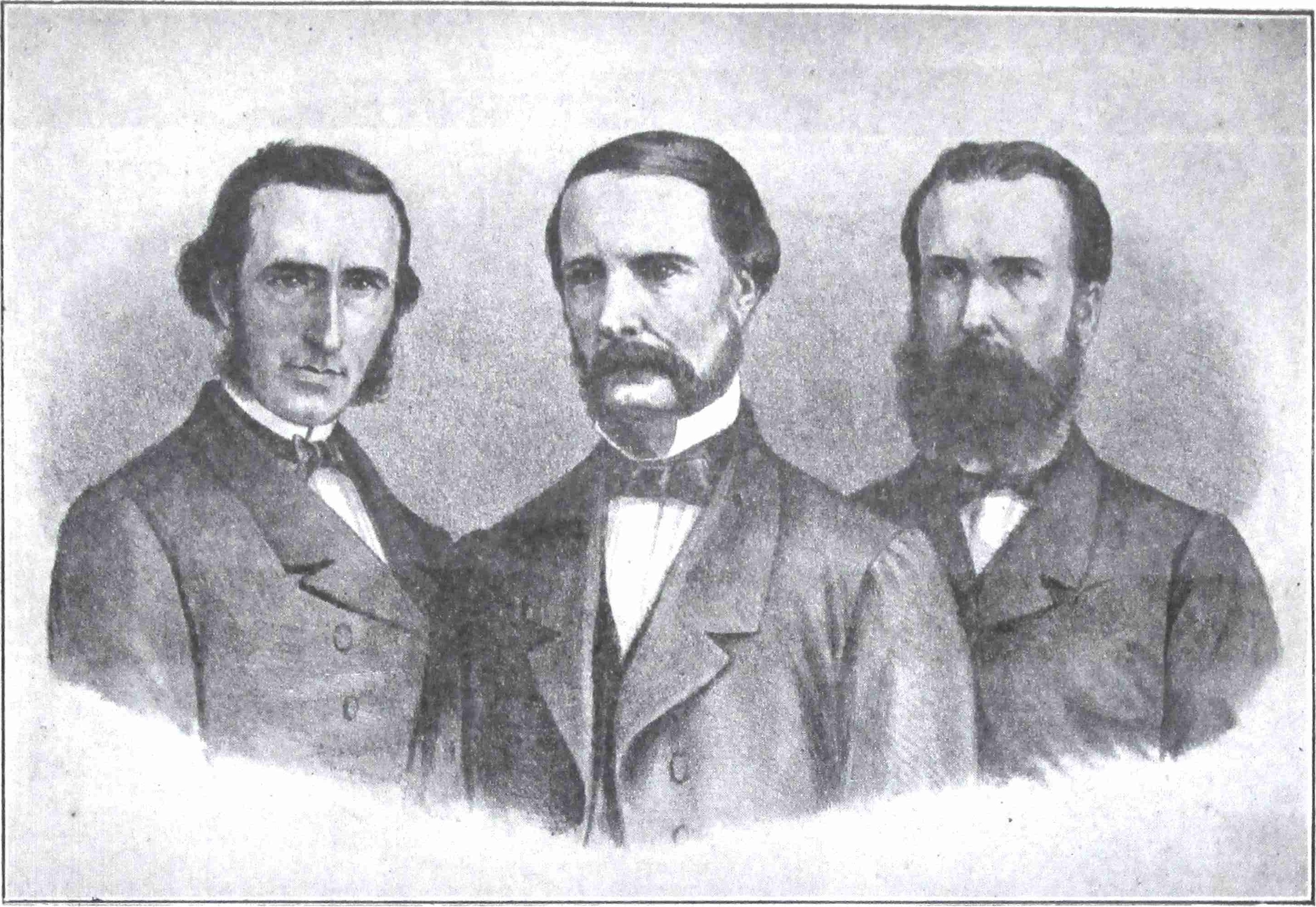
Gobierno de la Provincia de Buenos Aires: D. Luis L. Domínguez (Ministro de Hacienda), D. Mariano Saavedra (Gobernador) y Dr. Pablo Cardenas (Ministro de Gobierno).

Declaró el regreso a la convertibilidad del papel moneda provincial (que se había declarado inconvertible a moneda metálica durante cada una de las guerras de Buenos Aires contra la Confederación Argentina y que volvería a serlo en 1866). Organizó las finanzas provinciales merced al Pacto de San José de Flores, que garantía a la provincia el presupuesto de 1859 a ser pagado por el Tesoro Nacional.
En toda su carrera fue un fiel aliado de Mitre, pero se esforzó por mantenerse equidistante de los dos partidos que se habían formado en la provincia: el autonomista, liderado por Adolfo Alsina, y el nacionalista, cuyo jefe era Mitre. Organizó las elecciones a gobernador de 1866 y se negó a favorecer a su amigo Mitre, con lo que éstas fueron ganadas por Alsina.
Más tarde fue diputado nacional y presidente del Banco de la Provincia de Buenos Aires, cargo que ocupó durante diez años. En su vejez volvió a ser estanciero, con intereses en la Sociedad Rural Argentina.